# Église priorale Saint-Martin de Tremblay
Pour les articles homonymes, voir Église Saint-Martin.
L'église priorale Saint-Martin de Tremblay compte parmi les édifices préromans les mieux conservés de l'archidiocèse de Rennes. De 1058 à la fin du XVe siècle, elle est le siège d'un prieuré dépendant de l'abbaye angevine de Saint-Florent de Saumur.

## Histoire
La fondation de cette église est illustrée par une légende : une statue de saint Martin sauvée des raids vikings et conservée par les Tremblaisiens est placée par le seigneur de Pontavice proche de son manoir au nord du bourg sur le lieu où il souhaite la fonder, elle revient miraculeusement dans un buisson d'épine. Un autre seigneur la transporte à l'autre extrémité du bourg mais elle revient à la même place, à l'endroit où l'église sera fondée. Elle est située à 140 mètres à l'ouest d'une ancienne voie romaine qui va devenir un chemin fréquenté de pèlerins du mont Saint-MIchel. C'est autour de cette fondation que va se développer le bourg médiéval. 
Cette église primitive et son cimetière sont donnés à l'abbaye Saint-Florent de Saumur en 1057 par les laïcs la possédant, principalement Hervé, fils de Bourchard mais aussi Moîse, fils de feu le prêtre la desservant pour un tiers ainsi que les frères Alfred et Raoul pour une petite partie. Les moines bénédictins y fondent un prieuré actif jusqu'à la fin du XVe siècle. La construction de la partie romane de l'édifice actuel se fait en deux chantiers successifs. Les travaux archéologiques réalisés en 2015 et 2016 retrouvent un premier édifice constitué d'une nef unique et d'un chœur plus étroit à une travée et abside en hémicycle datant du début de la deuxième moitié du XIe, il est agrandi moins de cinquante ans plus tard selon un plan bénédictin avec transept doté de deux absidioles orientales et d'un chœur plus grand avec abside. Cette édification procède de la donation et de la campagne de reconstruction des moines de l'abbaye Saint-Florent de Saumur. L'arrivée des bénédictins s'inscrit dans le cadre de la restitution des biens ecclésiastiques par les laïcs, mouvement consécutif à la réforme grégorienne. Le choix d'une abbaye angevine n'est pas isolé dans la région : les proches églises d'Antrain et de Saint-Brice-en-Coglès connaissent pareille destinée à cette époque. 
Un collatéral nord est construit à la fin du XVe début du XVIe, il est attribué à la générosité de Jeanne du Pontavice, il empiète sur le prieuré que les bénédictins de Saint-Florent cessent de desservir. Sur un plan de 1772 on voit que les absidioles du transept sont démantelées.
En 1795 pendant la Chouannerie les habitants de Tremblay, en majorité patriotes, transforment l'église en fort républicain, le clocher est partiellement démonté pour être crénelé. L'église est incendiée par les chouans d'Aimé Picquet du Boisguy au cours du Combat de Tremblay, le 8 novembre 1795. Elle est réhabilitée entre 1801 et 1804 par le recteur Lambert, la façade occidentale est refaite en réunissant les pignons de la nef et du collatéral, la date de 1801 y est inscrite. Le recteur achète le maître autel de l'abbaye Saint-Pierre de Rillé de Fougère qui est placé en 1804 dans la croisée en raison de son importance. Il est placé dans le chœur après quelques modifications en 1844.
En 2011, deux restaurations sont entreprises : celle du maître-autel et du retable du XVIIIe avant son replacement dans l'édifice et la restauration du chœur roman avec la reprise du drainage au nord de l'édifice. À cet effet, deux campagnes de fouilles sont entreprises en 2015 et 2016. L'église ouvre de nouveau en 2017. 
Compte tenu de l'intérêt de son architecture préromane, l'édifice fait l'objet d'une inscription à l'inventaire supplémentaire des monuments historiques le 5 novembre 1926.
Les combles, habités par des chauve souris, sont protégés par Bretagne vivante, une nurserie de 80 adultes de grand murins a été découverte en 1998.

## Description
L'édifice est imparfaitement orienté et mesure extérieurement trente cinq mètres sur vingt,. Il est constitué d'une nef, dotée d'un collatéral nord depuis la fin du XVe siècle, d'un transept, d'une tour-clocher sur la croisée, il est prolongé par un chœur terminé par une abside arrondie selon un plan en croix latine. Le XIX e a ajouté deux constructions de part et autre du bras sud du transept servant de sacristie

### Extérieur
La façade occidentale est reconstruite en 1801 à la suite des destructions et de l'incendie de 1795. Elle réunit sous le même pignon la nef et le collatéral nord. Elle est ouverte par deux portes, une en ogive correspond à la nef, l'autre, ornée d'un arc renaissance, donne sur le collatéral.
Le mur méridional de la nef présente dans sa majeure partie les caractéristiques d'un appareil du premier âge roman avec opus spicatum, il est buté par trois contreforts peu épais, les derniers travaux évoquent le mur de la première nef édifiée en 1058. Une porte précédée d'un porche, ouverte ou réaménagée au XVe – XVIe siècles permet l'accès sud à la nef. À l'extrémité occidentale de ce mur, un appareil différent évoque une prolongation de la nef. Des constructions du XIXe flanquent de chaque côté le bras sud du transept dont la face sud a également été refaite.
Le chevet construit en gros appareil régulier en demi cercle est raidi par quatre contreforts minces montant jusqu'au toit. Dans chacun des cinq espaces s'ouvre une fenêtre en plein cintre sans moulure ni décor. Le mur oriental du transept montre les signes d'arrachement de l'absidiole. Chaque angle extérieur du transept est renforcé par un mince contrefort plat sur chaque face. L'ensemble du bras nord est une construction romane. 
Le mur gouttereau nord, moins haut qu'au sud, correspond au collatéral construit au début du XVIe. Une tour carrée basse sur la croisée est coiffée d'un toit à l'impériale depuis la restauration du début du XIXe. L'édifice est couvert en ardoise sur charpente sans voûte sauf au dessus du chœur qui, lui, est voûté.

### intérieur
La nef, couverte d'une voûte de lambris sous charpente, est séparée du collatéral nord par quatre larges arcades en plein cintre surbaissé. Ces arcs reposent sur des gros piliers ronds qui s’appuient sur l'ancien mur nord arasé de la nef romane. La croisée romane repose sur quatre piliers dont certains ont été repris au moment de la construction du collatéral. Un passage étroit de 70 cm, appelé passage berrichon, fait communiquer la nef et le bras sud du transept passe derrière le pilier sud-ouest. La croisée comme le transept ont un plafond en bois. Le chœur roman, éclairé par cinq baies ébrasées en plein cintre, est voûté en berceau complété par une abside en cul-de-four. Une moulure torique encadre et réuni les cinq baies

#### Mobilier

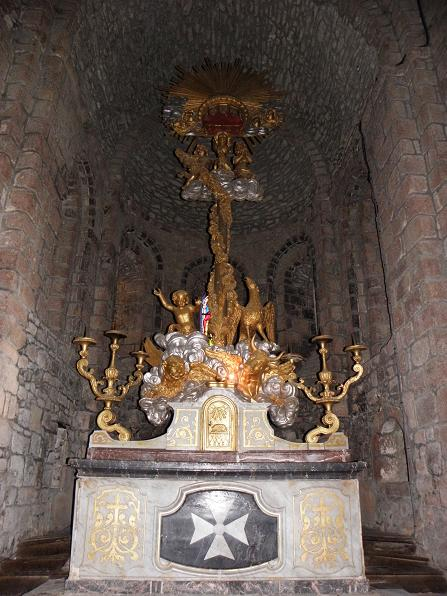
Maître-autel de l'église de Tremblay à son ancien emplacement.

La plupart des statues ornant l'église Saint-Martin de Tremblay date des XVIe siècle, XVIIe siècle et XVIIIe siècle. Représentant saint Pierre, saint Martin, saint Aubin, saint Amand, saint Denis ou encore saint Yves, elles sont inscrites au titre d'objets à l'inventaire supplémentaire depuis le 28 octobre 1990.
Le principal objet mobilier de l'église reste néanmoins son maître-autel, classé le 25 octobre 1919. Cette œuvre, constituée de marbre et de bois peint ou doré, provient de l'abbaye Saint-Pierre de Rillé (faubourg de Fougères). Cette œuvre baroque date du XVIIIe siècle et figure, outre le tétramorphe posé sur une nuée argentée, une suspension eucharistique portée par un mat où s'enroulent pampres de vignes et épis. Ornée du pélican et d'angelots, cette exposition est couronnée d'un dais agrémenté du triangle trinitaire. Deux chandeliers à trois branche complètent heureusement cet ensemble remarquable, témoin de la liturgie post-tridentine. Il est restauré en 2012 par l'atelier régional de restauration et replacé latéralement dans le transept pour préserver la perspective du chœur.